# 克雷姆斯河谷罗尔
克雷姆斯河谷罗尔是奥地利上奥地利州施泰尔兰县的一个市镇。总面积13.6平方公里，总人口1229人，人口密度90.4人/平方公里（2005年）。